# Манреза
Манреза (кат. Manresa, ісп. Manresa — Манреса) — місто і муніципалітет, розташований в Автономній області Каталонія, в Іспанії. Знаходиться у районі (кумарці) Бажас провінції Барселона, згідно з новою адміністративною реформою перебуватиме у складі баґарії Центральна Каталонія.

## Населення
Населення міста (у 2023 р.) становить 76 209 осіб (з них менше 14 років — 14,2 %, від 15 до 64 — 66,5 %, понад 65 років — 19,3 %). У 2006 р. народжуваність склала 878 осіб, смертність — 697 осіб, зареєстровано 314 шлюбів. У 2001 р. активне населення становило 31.208 осіб, з них безробітних — 2.902 особи.

Серед осіб, які проживали на території міста у 2001 р., 46.979 народилися в Каталонії (з них 39.047 осіб у тому самому районі, або кумарці), 13.742 особи приїхали з інших областей Іспанії, а 3.260 осіб приїхало з-за кордону. 

Університетську освіту має 12,9 % усього населення. 

У 2001 р. нараховувалося 24.228 домогосподарств (з них 21,8 % складалися з однієї особи, 30,3 % з двох осіб,22,8 % з 3 осіб, 18,1 % з 4 осіб, 4,9 % з 5 осіб, 1,4 % з 6 осіб, 0,4 % з 7 осіб, 0,2 % з 8 осіб і 0,2 % з 9 і більше осіб).

Активне населення міста у 2001 р. працювало у таких сферах діяльності : у сільському господарстві — 0,8 %, у промисловості — 30,6 %, на будівництві — 9,1 % і у сфері обслуговування — 59,5 %. 

 У муніципалітеті або у власному районі (кумарці) працює 29.544 особи, поза районом — 9.860 осіб.

### Доходи населення
У 2002 р. доходи населення розподілялися таким чином :
| \| Доходи населення за статтями доходів \| Доходи населення за статтями доходів \| Доходи населення за статтями доходів \| \| Рік \| 2002 р. \| 2001 р. \| \| ------------------------------------ \| ------------------------------------ \| ------------------------------------ \| \| Заробітна платня \| 59,7 % \| 61,4 % \| \| Доходи від ведення бізнесу \| 21,2 % \| 20,2 % \| \| Соціальна допомога \| 19 % \| 18,4 % \| |         |         |
| Доходи населення за статтями доходів |         |         |
| Рік | 2002 р. | 2001 р. |
| Заробітна платня | 59,7 %  | 61,4 %  |
| Доходи від ведення бізнесу | 21,2 %  | 20,2 %  |
| Соціальна допомога | 19 %    | 18,4 %  |

### Безробіття
У 2007 р. нараховувалося 2.621 безробітний (у 2006 р. — 2.930 безробітних), з них чоловіки становили 38,6 %, а жінки — 61,4 %.

## Економіка
У 1996 р. валовий внутрішній продукт розподілявся по сферах діяльності таким чином :
| \| Валовий внутрішній продукт \| Валовий внутрішній продукт \| Валовий внутрішній продукт \| \| Рік \| 1996 р. \| 1991 р. \| \| -------------------------- \| -------------------------- \| -------------------------- \| \| Сільське господарство \| 0,9 % \| 0,8 % \| \| Промисловість \| 29,6 % \| 32,5 % \| \| Будівництво \| 6,5 % \| 7,2 % \| \| Послуги \| 62,9 % \| 59,6 % \| |         |         |
| Валовий внутрішній продукт |         |         |
| Рік | 1996 р. | 1991 р. |
| Сільське господарство | 0,9 %   | 0,8 %   |
| Промисловість | 29,6 %  | 32,5 %  |
| Будівництво | 6,5 %   | 7,2 %   |
| Послуги | 62,9 %  | 59,6 %  |

### Підприємства міста

#### Промислові підприємства
| \| Промислові підприємства міста, за сферою діяльності \| Промислові підприємства міста, за сферою діяльності \| Промислові підприємства міста, за сферою діяльності \| \| Рік \| 2002 р. \| 2001 р. \| \| --------------------------------------------------- \| --------------------------------------------------- \| --------------------------------------------------- \| \| Енергетичні та водні ресурси \| 0,7 % \| 0,7 % \| \| Хімія та метали \| 6,7 % \| 6,5 % \| \| Переробка металів \| 39,7 % \| 41,4 % \| \| Продукти харчування \| 5,2 % \| 4,5 % \| \| Текстиль \| 21,2 % \| 20,7 % \| \| Виробництво меблів, видання \| 19,5 % \| 19,2 % \| \| Інше \| 6,9 % \| 6,9 % \| \| Усього підприємств \| 534 \| 536 \| |         |         |
| Промислові підприємства міста, за сферою діяльності |         |         |
| Рік | 2002 р. | 2001 р. |
| Енергетичні та водні ресурси | 0,7 %   | 0,7 %   |
| Хімія та метали | 6,7 %   | 6,5 %   |
| Переробка металів | 39,7 %  | 41,4 %  |
| Продукти харчування | 5,2 %   | 4,5 %   |
| Текстиль | 21,2 %  | 20,7 %  |
| Виробництво меблів, видання | 19,5 %  | 19,2 %  |
| Інше | 6,9 %   | 6,9 %   |
| Усього підприємств | 534     | 536     |

#### Роздрібна торгівля
| \| Підприємства роздрібної торгівлі міста, за сферою діяльності \| Підприємства роздрібної торгівлі міста, за сферою діяльності \| Підприємства роздрібної торгівлі міста, за сферою діяльності \| \| Рік \| 2002 р. \| 2001 р. \| \| ------------------------------------------------------------ \| ------------------------------------------------------------ \| ------------------------------------------------------------ \| \| Продукти харчування \| 29,8 % \| 31 % \| \| Одяг та взуття \| 22,2 % \| 21,5 % \| \| Товари для дому \| 13,2 % \| 13,2 % \| \| Книги та періодичні видання \| 3,4 % \| 3,6 % \| \| Промислова хімічна продукція \| 8,9 % \| 8,6 % \| \| Продукція, пов'язана з транспортними засобами \| 4,2 % \| 4,2 % \| \| Інше \| 18,2 % \| 17,9 % \| \| Усього підприємств \| 1.321 \| 1.321 \| |         |         |
| Підприємства роздрібної торгівлі міста, за сферою діяльності |         |         |
| Рік | 2002 р. | 2001 р. |
| Продукти харчування | 29,8 %  | 31 %    |
| Одяг та взуття | 22,2 %  | 21,5 %  |
| Товари для дому | 13,2 %  | 13,2 %  |
| Книги та періодичні видання | 3,4 %   | 3,6 %   |
| Промислова хімічна продукція | 8,9 %   | 8,6 %   |
| Продукція, пов'язана з транспортними засобами | 4,2 %   | 4,2 %   |
| Інше | 18,2 %  | 17,9 %  |
| Усього підприємств | 1.321   | 1.321   |

#### Сфера послуг
| \| Підприємства міста, що працюють у сфері послуг, за діяльністю \| Підприємства міста, що працюють у сфері послуг, за діяльністю \| Підприємства міста, що працюють у сфері послуг, за діяльністю \| \| Рік \| 2002 р. \| 2001 р. \| \| ------------------------------------------------------------- \| ------------------------------------------------------------- \| ------------------------------------------------------------- \| \| Гуртова торгівля \| 12,6 % \| 13 % \| \| Готелі та готельний бізнес \| 13,8 % \| 14 % \| \| Транспорт та зв'язок \| 15,5 % \| 15,8 % \| \| Посередницькі фінансові послуги \| 5,9 % \| 6 % \| \| Послуги підприємствам \| 11,5 % \| 11,1 % \| \| Послуги фізичним особам \| 30 % \| 29,7 % \| \| Нерухомість та ін. \| 10,7 % \| 10,5 % \| \| Усього підприємств \| 2.523 \| 2.463 \| |         |         |
| Підприємства міста, що працюють у сфері послуг, за діяльністю |         |         |
| Рік | 2002 р. | 2001 р. |
| Гуртова торгівля | 12,6 %  | 13 %    |
| Готелі та готельний бізнес | 13,8 %  | 14 %    |
| Транспорт та зв'язок | 15,5 %  | 15,8 %  |
| Посередницькі фінансові послуги | 5,9 %   | 6 %     |
| Послуги підприємствам | 11,5 %  | 11,1 %  |
| Послуги фізичним особам | 30 %    | 29,7 %  |
| Нерухомість та ін. | 10,7 %  | 10,5 %  |
| Усього підприємств | 2.523   | 2.463   |

## Житловий фонд
У 2001 р. 4,9 % усіх родин (домогосподарств) мали житло метражем до 59 м², 45,5 % — від 60 до 89 м², 37,9 % — від 90 до 119 м² і
11,7 % — понад 120 м².

З усіх будівель у 2001 р. 27,4 % було одноповерховими, 25,6 % — двоповерховими, 14,6
% — триповерховими, 12,9 % — чотириповерховими, 11,2 % — п'ятиповерховими, 5,5 % — шестиповерховими,
1,8 % — семиповерховими, 1,1 % — з вісьмома та більше поверхами.

## Автопарк
| \| Автомобілі, зареєстровані у місті, за призначенням \| Автомобілі, зареєстровані у місті, за призначенням \| Автомобілі, зареєстровані у місті, за призначенням \| \| Рік \| 2006 р. \| 2005 р. \| \| -------------------------------------------------- \| -------------------------------------------------- \| -------------------------------------------------- \| \| Приватні автомобілі \| 70,6 % \| 71,1 % \| \| Мотоцикли \| 9 % \| 8,3 % \| \| Вантажівки \| 16,6 % \| 16,8 % \| \| Трактори \| 0,4 % \| 0,4 % \| \| Автобуси та ін. \| 3,3 % \| 3,3 % \| \| Усього автомобілів \| 47.103 шт. \| 46.824 шт. \| |            |            |
| Автомобілі, зареєстровані у місті, за призначенням |            |            |
| Рік | 2006 р.    | 2005 р.    |
| Приватні автомобілі | 70,6 %     | 71,1 %     |
| Мотоцикли | 9 %        | 8,3 %      |
| Вантажівки | 16,6 %     | 16,8 %     |
| Трактори | 0,4 %      | 0,4 %      |
| Автобуси та ін. | 3,3 %      | 3,3 %      |
| Усього автомобілів | 47.103 шт. | 46.824 шт. |

## Вживання каталанської мови
У 2001 р. каталанську мову у місті розуміли 96,1 % усього населення (у 1996 р. — 97,3 %), вміли говорити нею 82 % (у 1996 р. -
84,4 %), вміли читати 80,9 % (у 1996 р. — 81,4 %), вміли писати 60,5
% (у 1996 р. — 55,7 %). Не розуміли каталанської мови 3,9 %.

## Політичні уподобання
У виборах до Парламенту Каталонії у 2006 р. взяло участь 30.512 осіб (у 2003 р. — 34.193 особи). Голоси за політичні сили розподілилися таким чином:
| \| Вибори до Парламенту Каталонії \| Вибори до Парламенту Каталонії \| Вибори до Парламенту Каталонії \| \| Рік \| 2006 р. \| 2003 р. \| \| -------------------------------------- \| ------------------------------ \| ------------------------------ \| \| Конвергенція та Єднання (CiU) \| 38,9 % \| 38,2 % \| \| Соціалістична партія Каталонії (PSC) \| 23,2 % \| 24,9 % \| \| Народна партія (PP) \| 7,9 % \| 8,5 % \| \| Ініціатива за зелену Каталонію (IC) \| 8,2 % \| 6,1 % \| \| Республіканська лівиця Каталонії (ERC) \| 18,5 % \| 21,2 % \| \| Громадянська партія (C's) \| 1,2 % \| 0 % \| \| Інші \| 2 % \| 1 % \| |         |         |
| Вибори до Парламенту Каталонії |         |         |
| Рік | 2006 р. | 2003 р. |
| Конвергенція та Єднання (CiU) | 38,9 %  | 38,2 %  |
| Соціалістична партія Каталонії (PSC) | 23,2 %  | 24,9 %  |
| Народна партія (PP) | 7,9 %   | 8,5 %   |
| Ініціатива за зелену Каталонію (IC) | 8,2 %   | 6,1 %   |
| Республіканська лівиця Каталонії (ERC) | 18,5 %  | 21,2 %  |
| Громадянська партія (C's) | 1,2 %   | 0 %     |
| Інші | 2 %     | 1 %     |

У муніципальних виборах у 2007 р. взяло участь 25.455 осіб (у 2003 р. — 30.885 осіб). Голоси за політичні сили розподілилися таким чином:
| \| Муніципальні вибори \| Муніципальні вибори \| Муніципальні вибори \| \| Рік \| 2007 р. \| 2003 р. \| \| -------------------------------------- \| ------------------- \| ------------------- \| \| Конвергенція та Єднання (CiU) \| 30,1 % \| 27,9 % \| \| Соціалістична партія Каталонії (PSC) \| 27,7 % \| 34 % \| \| Народна партія (PP) \| 7,2 % \| 8,7 % \| \| Ініціатива за зелену Каталонію (IC) \| 8,4 % \| 9,7 % \| \| Республіканська лівиця Каталонії (ERC) \| 12,4 % \| 16,1 % \| \| Громадянська партія (C's) \| 0 % \| 0 % \| \| Інші \| 14,2 % \| 3,6 % \| |         |         |
| Муніципальні вибори |         |         |
| Рік | 2007 р. | 2003 р. |
| Конвергенція та Єднання (CiU) | 30,1 %  | 27,9 %  |
| Соціалістична партія Каталонії (PSC) | 27,7 %  | 34 %    |
| Народна партія (PP) | 7,2 %   | 8,7 %   |
| Ініціатива за зелену Каталонію (IC) | 8,4 %   | 9,7 %   |
| Республіканська лівиця Каталонії (ERC) | 12,4 %  | 16,1 %  |
| Громадянська партія (C's) | 0 %     | 0 %     |
| Інші | 14,2 %  | 3,6 %   |

## Історія та культура

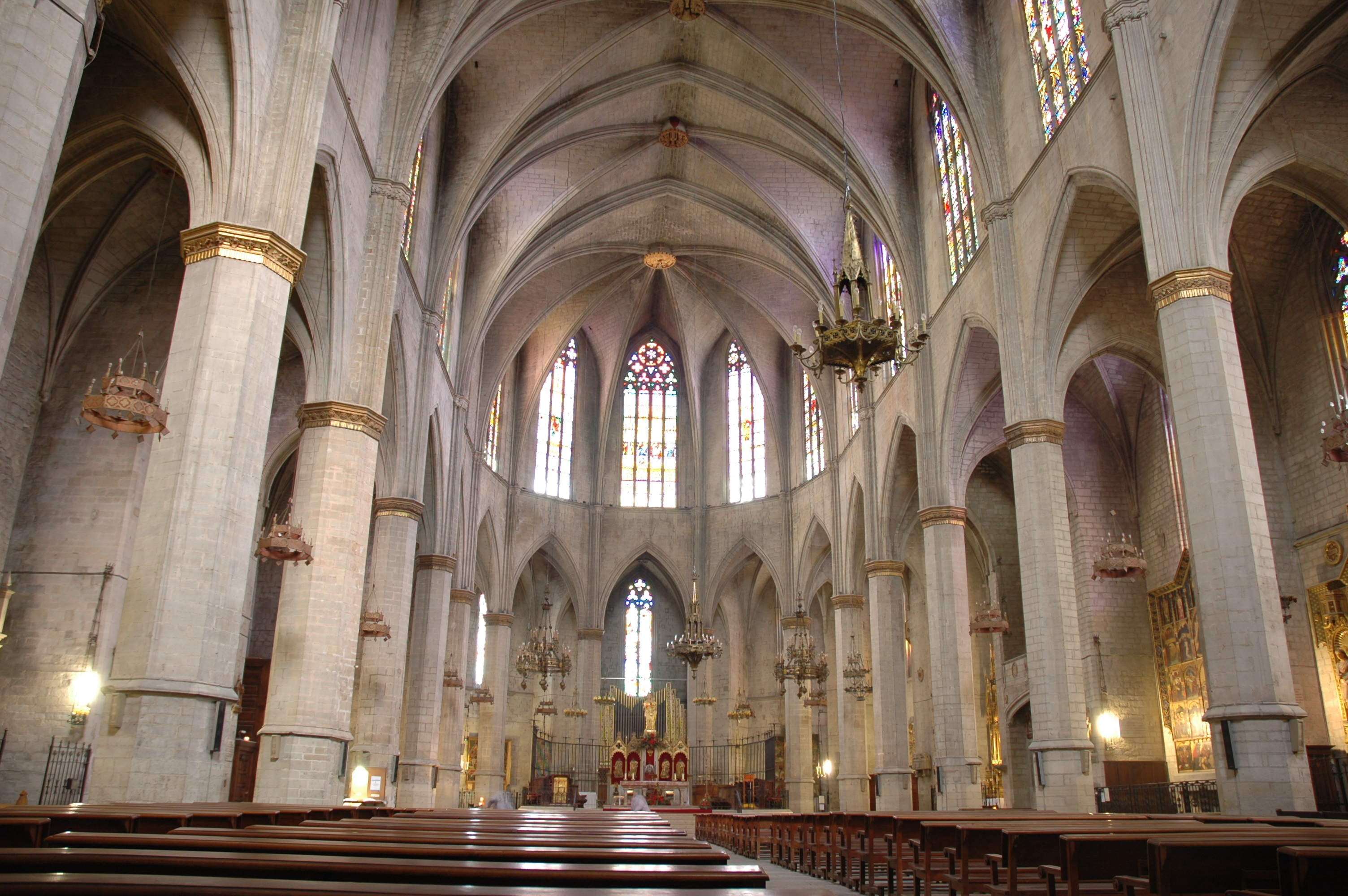
Кафедральний собор Sau de Manresa

Місто Манреса — є місцем католицького паломництва, що пов'язано з іменем Святого Ігнатія Лойоли, засновника Ордену Єзуїтів, який зупинявся тут для молитви та духовних практик 1522 року.